# Druckfestigkeit
Als Druckfestigkeit wird die Widerstandsfähigkeit eines Werkstoffs oder auch Baustoffes bei der Einwirkung von Druckkräften bezeichnet.
Die Druckfestigkeit ist der Quotient aus Bruchlast und Querschnittsfläche A eines Prüfkörpers. Sie wird normalerweise ausgedrückt als Kraft pro Fläche (in N/mm²), hat also die Einheit einer mechanischen Spannung.
Zu unterscheiden ist die Druckfestigkeit
- von spröde brechenden Materialien, die zerstört werden, wenn die anliegende Druckspannung die Druckfestigkeit eines Körpers übersteigt, sowie
- von duktilen Materialien, die sich plastisch verformen, wenn die Fließgrenze überschritten wird, d. h. wenn die elastische Verformung in eine dauerhafte Formänderung übergeht.

Die Druckfestigkeit wird im Labor geprüft, die Prüfverfahren sind in Normen festgelegt (DIN, ÖNORM). Je nach Art und Durchführung der Druckversuche unterscheidet man:
- einaxiale Druckfestigkeit (der Prüfkörper kann in allen seitlichen Richtungen ausweichen)
- zweiaxiale Druckfestigkeit (die Verformung wird in einer der beiden seitlichen Achsen verhindert)
- dreiaxiale Druckfestigkeit (die Verformung wird in allen seitlichen Richtungen verhindert).

Die gemessene Druckfestigkeit eines Materials wächst in dieser Reihenfolge an.
Die Druckfestigkeit kann auch richtungsabhängig sein, z. B. in
- Felsgestein, wenn der Fels von Klüften durchzogen oder geschiefert ist.
- Holz, das in der Regel in Richtung der Holzfasern bzw. des Stammes eine höhere Druckfestigkeit hat als senkrecht dazu.

## Druckfestigkeit im Verhältnis zu Zugfestigkeit und Härte
Die Werte von Druck- und Zugfestigkeit einzelner Werkstoffe stimmen nur in Ausnahmefällen überein, denn
- das Materialverhalten bei Beanspruchung auf Druck und Zug unterliegt häufig grundsätzlich anderen Gesetzmäßigkeiten,
- die Anforderungen an Zug- und Druckfestigkeit von Materialien hängt ebenso vom Anwendungsfall ab, wie die Methoden, nach denen die Festigkeitsprüfungen durchgeführt werden,
- unterschiedliche Methoden der Festigkeitsprüfung ergeben häufig stark voneinander abweichende Ergebnisse und
- bei spröden Materialien unterscheidet sich die Bruchmechanik zwischen Zug- und Druckbelastung, insbesondere bei Druckbelastung hängt das Verhalten stark von Größe und Form des Prüfkörpers ab.

Die Zugfestigkeit hängt vornehmlich von der Festigkeit der molekularen Bindung ab (bei inhomogenen Proben auch von der inneren Struktur). Bei plastisch verformbaren Werkstoffen tritt ein Bruch oft erst nach starker Verformung (Querkontraktion) auf, so dass als Vergleichswert eine Dehngrenze festgelegt wird. Viele spröde Werkstoffe wie Gesteine und Gusseisen haben eine sehr viel geringere Zugfestigkeit gegenüber der Druckfestigkeit. Die Bruchfläche liegt bei homogenen Materialien oft grob in einer Ebene. Aufgrund der Kerbwirkung hat die Oberflächenrauigkeit der Probe oft einen größeren Einfluss auf das Messergebnis als Größe und Querschnitt der Probe.
Für die Druckfestigkeit spielen neben der Festigkeit der molekularen Bindung und der inneren Struktur auch Größe und Form der Probe eine entscheidende Rolle. Druckfestigkeiten sind überwiegend nur für spröde Materialien relevant, die im Moment des Versagens zersplittern. Oftmals platzen dabei dreiecksförmige Bruchstücke seitlich ab, deren Art und Form u. a. von der Kristallstruktur abhängt.

Materialien, die eine nennenswerte Zugfestigkeit aufweisen, werden demgegenüber in der Praxis meist auf Biegung oder Zug beansprucht, so dass die Druckfestigkeit fast keine Rolle spielt. Duktile Metalle weichen bei Druckbelastung seitlich aus (siehe Stauchung). Zum Vergleich von Druckfestigkeiten muss dann eine zulässige Verformung vorgegeben werden, analog der Dehngrenze bei der Zugfestigkeit. Bei duktilen Metallen ist der E-Modul (der Widerstand gegen Verformung) meist von größerer Bedeutung, als die Druckfestigkeit, die nur selten ausgenutzt wird (da das Bauteil vor dem Bruch ohnehin bereits eine unzulässige Verformung erfahren hätte; so etwa beim Knicken).
Bei plastischen Kunststoffen kann die Zugfestigkeit und bei plastischen zusätzlich auch die Shore-Härte einen Anhaltspunkt für die Druckbelastbarkeit geben.

## Typische Werte
| Material                                         | Rs [MPa oder N/mm2] |
| ------------------------------------------------ | ------------------- |
| Knochen                                          | 150                 |
| Hartstoffestrich 65                              | 65                  |
| Epoxidharze                                      | 60 – 75             |
| Eis (0 °C)                                       | 3                   |
| Styropor                                         | ~1                  |
| Keramische und mineralische Stoffe               |                     |
| Beton                                            | 20 – 80             |
| Porenbeton                                       | 2 – 8               |
| (Dünnbett-)Mörtel                                | 15 – 30             |
| historische Mörtel mit hydraulischem Bindemittel | 5 – 40              |
| Porzellan                                        | 500                 |
| Stahlbeton B 25 / 35                             | 25 / 35             |
| Steinzeugfliesen                                 | 250 – 300           |
| Steinzeug- und Spaltplatten                      | 180 – 250           |
| Zementestrich ZE 12 / 20 / 30                    | 12 / 20 / 30        |
| Zementmörtel MG III                              | 10 – 20             |

Das Formelzeichen für die Druckfestigkeit unterscheidet sich je nach Anwendungsgebiet. So ist neben Rs (vlg. Spannung-Dehnung-Diagramm) ebenfalls die Bezeichnung σdB (Spannung bei Druck bis Bruch) zu finden.
Die Druckfestigkeiten von opus caementicium werden je nach Bauteil- bzw. Verwendungsart und davon abhängiger Sorgfalt beim Einbau mit Werten von 5 bis 40 N/mm² angegeben. Die Rohdichte liegt mit Werten von ca. 1,53 bis 2,59 kg/dm³ für luftgetrocknete Proben im Bereich heutigen Betons (2,0 bis 2,4 kg/dm³). Dagegen weist opus caementicium jedoch mit etwa 20,2 bis 54,6 Vol.-% im Gegensatz zu 10 bis 15 Vol.-% ein deutlich höheres Wasseraufnahmevermögen als heutiger Beton auf.

## Beton
Beton wird fast ausschließlich auf Druck beansprucht, da die Zugfestigkeit im Vergleich zur Druckfestigkeit gering ist.
Zur Bestimmung der charakteristischen Festigkeit und Zuordnung der Festigkeitsklasse nach DIN 1045-2 („Tragwerke aus Beton, Stahlbeton und Spannbeton“) ist die Druckfestigkeit nach Teil 2 („Beton-Festlegung, Eigenschaften, Hersteller und Konformität an Probekörpern“) zu bestimmen.
Die Festigkeitsklassen beziehen sich beim Beton auf die nach 28 Tagen erreichte Zementhydratation. Abgesehen von der Eigenschaften der Gesteinskörnung hängt die erreichte Festigkeit dabei vorwiegend von der verwendeten Zementfestigkeitsklasse und dem Wasserzementwert ab. Feingemahlene Zemente hydratisieren schneller als grob gemahlene.
Zur Messung der Druckfestigkeit können zerstörungsfreie Messungen mit Rückprallhammer, Kugelschlaghammer oder einem Ultraschallgerät vorgenommen werden.